# Lac Mamry
Le lac Mamry (jusqu'en 1945 en allemand : Mauersee, ou lac Mauer) est un lac situé dans la voïvodie de Varmie-Mazurie en Pologne.

## Présentation
C'est le second plus grand lac de Pologne avec une étendue de 104 km². La profondeur moyenne du lac est de 11 m tandis que sa profondeur maximale est de 44 m. Le lac Mamry est en fait un ensemble de six lacs reliés entre eux : Mamry, Kirsajty, Kisajno, Dargin, Święcajty et Dobskie. Le lac est parsemé de trente-trois îles représentant une superficie totale de 213 ha ; certaines d'entre elles sont classées réserves ornithologiques. 
Le fond du lac est diversifié, avec de nombreuses dépressions et bas-fonds, tandis que la partie nord est considérablement plus profonde et le fond est recouvert de végétation. Les rives du lac sont pour la plupart basses et marécageuses, en partie recouvertes de forêt.
Le lac Mamry est un lieu très prisé par les touristes.
Il est relié à la Pregolia et à la mer Baltique par le canal de Mazurie desormais désaffecté. 
La plus grande ville au bord du lac est Giżycko.
Le lac Mamry fait partie de la Région des lacs de Mazurie.

## Galerie

Panorama du lac Mamry